# 리카도 대등정리
리카도 대등정리(Ricardian equivalence theorem 또는 Barro-Ricardo equivalence theorem)는 정부지출수준이 일정할 때, 정부지출의 재원조달 방법(조세 또는 채권)의 변화는 민간의 경제활동에 아무 영향도 주지 못한다는 것을 보여주는 이론이다.

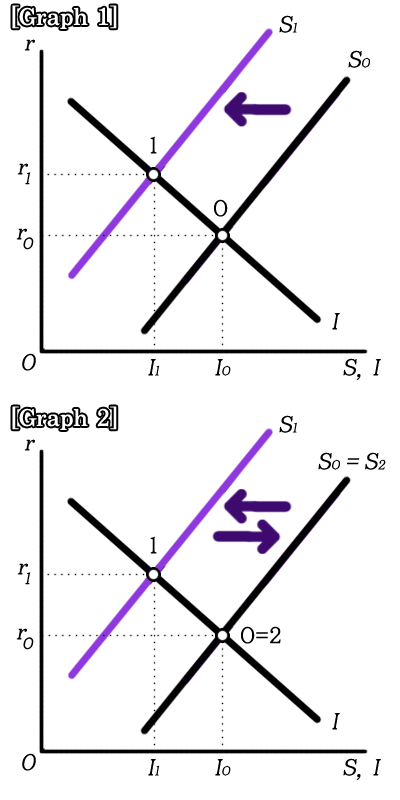
Graph1 : 전통적 견해
Graph2 : 리카도 대등정리

## 내용
정부가 세금을 삭감하고 이에 따른 재정적자를 국채를 발행하여 조달한다고 하자. 이 때 국채이자율과 시장이자율이 동일하다면, 소비자의 생애 소득은 변하지 않는다. 사람들은 미래에 조세가 늘어날 것을 대비하여 현재 소비를 줄이게 된다. 그러면 현재 세대는 '절약'이라는 행위로 세금과 같은 효과를 받게 되어, 미래 세대에 부담이 전가되지 않는다.
이로 인해 저축에는 변화가 생기지만, 소비에는 아무런 변화가 생기지 않는다는 것이고, 실질이자율도 변하지 않게 된다.
배로(R. Barro)는 이러한 리카도 대등정리를 바탕으로 재정정책의 무력성을 주장하였다.

## 한계
리카도 대등정리는 너무 제약된 가정에서 도출된 것이기 때문에 현실 설명력이 떨어진다는 생각이 대부분이다.
리카도 대등정리가 성립하려면,
1. 저축과 차입이 자유롭고, 저축 이자율과 차입 이자율이 동일해야 한다.
2. 경제활동인구 증가율이 0%이어야 한다.
3. 합리적이고 미래지향적인 소비자이어야 한다.
4. 정부지출수준이 일정해야 한다.[3]

## 참고 문헌
- 정운찬·김영식, 《거시경제론》 (제8판). 율곡출판사

## 같이 보기
- 데이비드 리카도
- 재정
- 채권
- 세금